# Штернбергия жёлтая
Штернбе́ргия жёлтая (лат. Sternbergia lutea) — вид однодольных растений рода Штернбергия (Sternbergia) семейства Амариллисовые (Amaryllidaceae). Под текущим таксономическим названием вид описан британским ботаником Джоном Белленденом Кером Голером в 1825 году.

## Распространение, описание

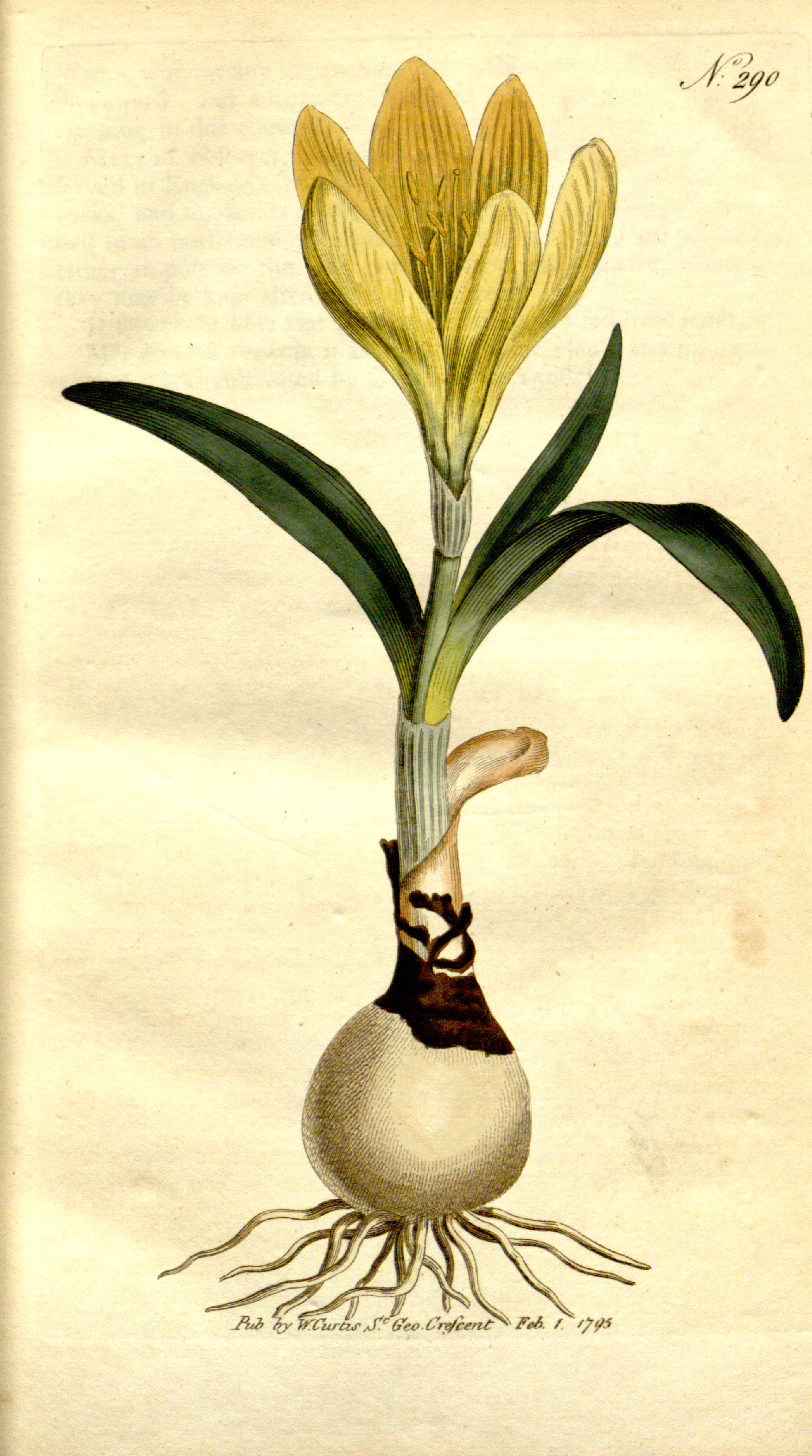
Ботаническая иллюстрация

Родина растения — Средиземноморье. Точные границы ареала неизвестны; встречается на севере Алжира, в Иране, Ираке, Израиле, Ливане, Сирии, Турции, Азербайджане, Туркменистане, Албании, Греции, Италии, на юге Франции и в Испании. Занесён в США.
Клубневой геофит. Травянистое солнцелюбивое растение высотой 0,1—0,5 м. Листорасположение очерёдное. Листья простые, линейные, размещены у основания или в прикорневой розетке. Цветки с шестью лепестками. Плод — коробочка зелёного цвета.

## Значение
Инвазивный вид.
Выращивается как декоративное растение. Культивируется.

## Замечания по охране
Внесён в Красные книги Азербайджана, Туркменистана, а также Узбекистана и Республики Дагестан (хотя в последних двух регионах вид не встречается).

## Синонимы
Синонимичные названия:
- Amaryllis lutea L.basionym
- Oporanthus luteus (L.) Herb.
- Oporanthus siculus (Tineo ex Guss.) Parl.
- Sternbergia aurantiaca Dinsm.
- Sternbergia greuteriana Kamari & R.Artelari
- Sternbergia sicula Tineo ex Guss.